# Kepler-169
Kepler-169 is een ster in het sterrenbeeld Lier (Lyra). De ster is een oranje dwerg en heeft vijf bevestigde exoplaneten. De ster is bijna even groot als de Zon en ligt op een afstand van 1447 lichtjaar. 

## Planetenstelsel
Het planetenstelsel van de ster werd ontdekt door de Kepler-ruimtetelescoop van NASA en bevestigd in 2014. Toen werden de vijf exoplaneten bevestigd door middel van transitiefotometrie.
| Planeet | Massa      | Halve lange as (AE) | Omlooptijd (dagen) | Excentriciteit | Straal   |
| ------- | ---------- | ------------------- | ------------------ | -------------- | -------- |
| b       | 0,00481 MJ | 0,040               | 3,25               | —              | 0,101 RJ |
| c       | 0,00612 MJ | 0,062               | 6,20               | —              | 0,108 RJ |
| d       | 0,00699 MJ | 0,075               | 8,35               | —              | 0,112 RJ |
| e       | 0,0173 MJ  | 0,105               | 13,77              | —              | 0,196 RJ |
| f       | 0,2002 MJ  | 0,359               | 87,09              | —              | 0,23 RJ  |